# Grizzly Bear
Grizzly Bear és un grup indie rock estatunidenc, de Brooklyn, Nova York, format en 2002. El grup està integrat per Edward Droste (vocalista, teclat, omnichord), Daniel Rossen (vocals, guitarra, banjo, teclat), Chris Taylor (baix, corista, diversos instruments, productor) i Christopher Bear (bateria, vocalista).
El grup utilitza instruments tradicionals i electrònics. El seu so ha estat categoritzat com a pop psicodèlic, folk rock i rock experimental, i està dominat per l'ús d'harmonies vocals. El grup és un dels pocs artistes no electrònics fitxat per Warp Records.

## Discografia
- Horn of Plenty (2004)
- Yellow House (2006)
- Veckatimest (2009)
- Shields (2012)
- Painted Ruins (2017)